# Vulcain (raketmotor)
De Vulcain is een cryogene vloeibarebrandstofmotor, aangedreven door vloeibare zuurstof en vloeibare waterstof, ontwikkeld en vervaardigd door EADS Astrium en Snecma Moteurs en wordt gebruikt als hoofdmotor van de eerste trap van de Ariane 5-draagraket. 
Er zijn inmiddels drie varianten van de Vulcain. De Vulcain 1 was aanvankelijk de hoofdmotor van de Ariane 5. Een doorontwikkelde versie, de Vulcain 2, doet momenteel dienst als hoofdmotor van eerste trap van de Ariane 5. Voor de Ariane 6 die de Ariane 5 opvolgde is sinds 12 juli 2024 de Vulcain 2.1 in gebruik.

## Ontwikkeling
De ontwikkeling van de Vulcain 1 werd gestart in 1988 als gevolg van de lancering van het Europese Ariane 5-programma. Het project stond onder de technische en financiële leiding van het Franse CNES (Centre Nationale d'Etudes Spatiales - Nationaal Centrum voor Ruimtestudies) en werd toevertrouwd aan Snecma Moteurs. Het programma werd gefinancierd door de ESA (European Space Agency). De eerste testen werden gehouden in april 1990. Tijdens de eerste testvlucht op 4 juni 1996 werden 285 testen uitgevoerd gedurende 85.000 seconden. 
De ontwikkeling was een Europese aangelegenheid. De volgende landen en bedrijven werkten eraan mee:
- Snecma Moteurs (Frankrijk) ontwikkelde de waterstofpomp, de gasgenerator en de voedingskleppen.
- EADS Astrium (Duitsland) ontwikkelde de verbrandingskamer. Onderaannemer Volvo Aero Corp. (Zweden) maakte de straalbuis en MAN (Duitsland) maakte de cardanische ophanging en de thermische isolatie.
- Avio (Italië) maakte de zuurstofpomp.
- Volvo Aero Corp. was verantwoordelijk voor de waterstof- en zuurstofturbines.
- Techspace Aero (België) stond in voor de inspuiting, de uitlaatkleppen en de hetegaskleppen.
- Microtecnica (Italië) zorgde voor de elektrokleppen en de terugslagkleppen.
- SPE (Nederland) maakte de ontsteking en opstart.
- AVICA (Groot-Brittannië) verzorgde de toevoerlijnen en de ophanging.

## Technologie
De Vulcain 1 maakt gebruik van twee turbopompen die elk door hun eigen gasturbine aangedreven worden. De gasturbines werken met een open verbrandingscyclus, de hete uitlaatgassen van beide gasturbines worden "gedumpt" en in het geval van de Vulcain 1 niet meer gebruikt voor de voortstuwing. De motor heeft een maximale vacuüm stuwkracht van 1.113 kN (113 ton). Deze stuwkracht wordt bereikt door 221 kg vloeibare zuurstof en 37 kg vloeibare waterstof per seconde onder hoge druk de verbrandingskamer in te pompen. 
De verbrandingskamer wordt regeneratief gekoeld door de stroom vloeibare waterstof die via 360 kanalen rond de verbrandingskamer wordt geleid. De waterstofpomp draait met 33.000 omwentelingen per minuut en levert een vermogen van 12 MW. Het is een 2-traps centrifugaalpomp met axiale voeding. De zuurstofpomp draait met 13.000 omwentelingen per minuut en levert 3,7 MW. De motor wordt gestart door middel van een pyrotechnische ontsteking met vaste brandstof in poedervorm, een in de verbrandingskamer en een in de voorverbrander. Hierdoor worden de pompen gestart en kan de eigenlijke verbranding beginnen. De maximale levensduur is 6000 seconden en 20 starts .

## Doorontwikkelingen

### Vulcain 2

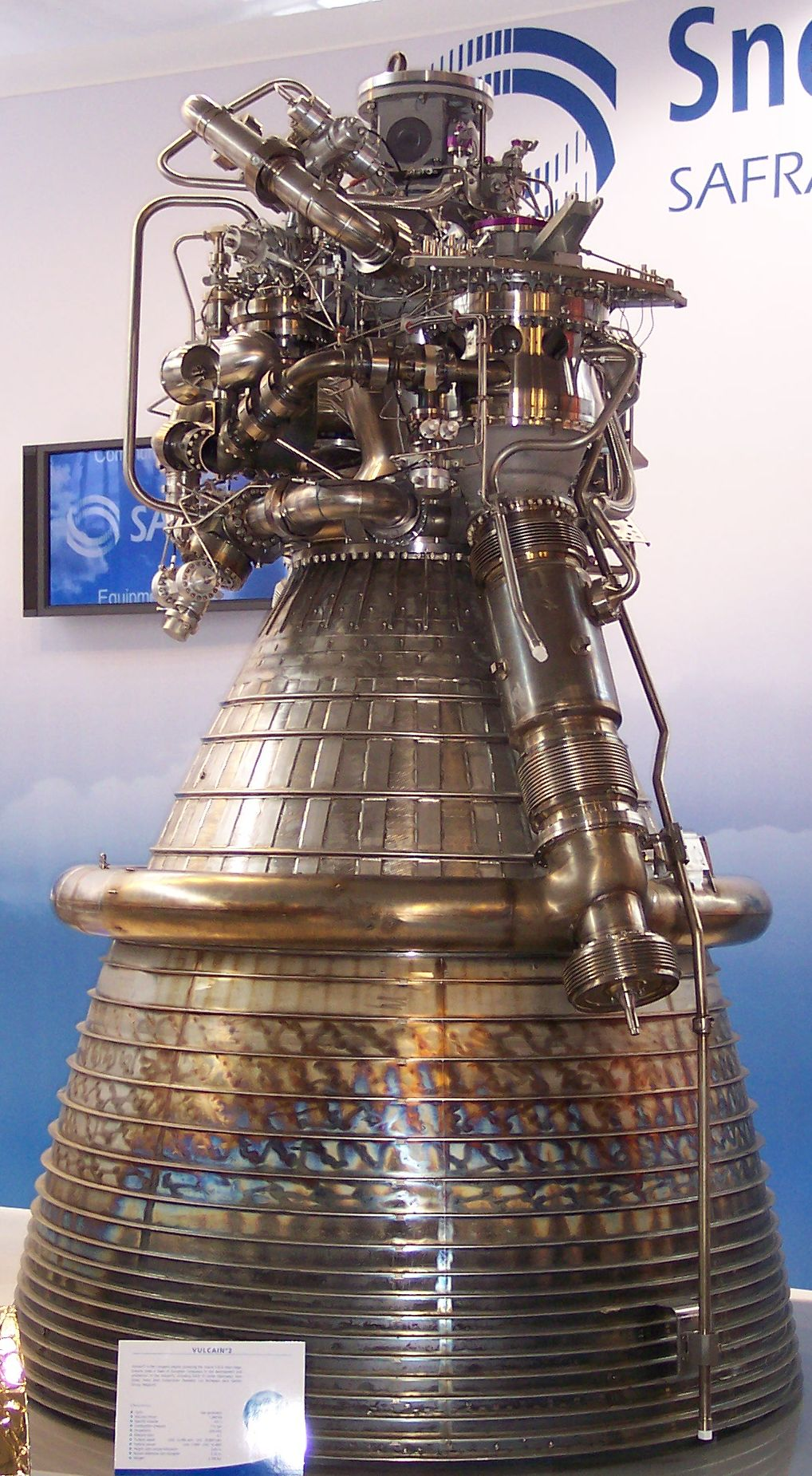
Een Vulcain 2 bij Snecma Moteurs

De Vulcain 2 is een doorontwikkeling op de Vulcain 1 en levert 30% meer stuwkracht. Dit komt hoofdzakelijk door aanpassingen aan de verbrandingskamer, brandstofinjectorplaat en de uitlaatgassenstroom van de gasturbines van de zuurstof en waterstof turbopompen. De uitlaatgassenstroom van beide turbopompen wordt niet langer "gedumpt" zoals bij de Vulcain 1 maar wordt door middel van extra leidingwerk terug de straalbuis in geleid. Deze oplossing zorgt ervoor dat de straalbuisfilm gekoeld wordt.. Hierdoor stijgt de specifieke impuls met 2 s t.o.v. de Vulcain 1.
| Vulcain 2                    | Vulcain 2            |
| ---------------------------- | -------------------- |
| Datum                        | 2005                 |
| Status                       | In gebruik           |
| Mengverhouding               | 6,7 : 1              |
| Stuwkracht (zn)              | 939 kN (96 tf)       |
| Stuwkracht (vac)             | 1.359 kN (139 tf)    |
| Stuwkracht:gewicht (zn)      | 53,2 : 1             |
| Stuwkracht:gewicht (vac)     | 77 : 1               |
| Branderkamerdruk             | 11.700 kPa (117 bar) |
| (SI) specifieke impuls (zn)  | 318 s                |
| (SI) specifieke impuls (vac) | 429 s                |
| Lengte                       | 3,44 m               |
| Diameter                     | 2,09 m               |
| Droog gewicht                | 1800 kg              |

### Vulcain 2.1
Voor de Ariane 6 is een gemoderniseerde uitvoering van de Vulcain ontwikkeld. Moderne technieken als 3D-printen en laserlassen moeten de productiekosten naar beneden brengen. De straalbuis is steviger. En de ontsteking gebeurt extern. Een eerste prototype werd vanaf december 2017 getest. De Vulcain 2.1 had begin 2018 zijn eerste hotfire-test gehad in de P5-teststand van het Deutsches Zentrum für Luft- und Raumfahrt in Lampoldshausen. In juli 2024 debuteerde de Ariane 6.

## Liberty
De Liberty was een raketontwerp uit 2011 van Alliant Techsystems waarin de Vulcain als hoofdmotor van de tweede trap gebruikt zou worden. Voor de eerste trap zou de reeds ontwikkelde booster van de geannuleerde Ares I worden gebruikt en voor de tweede trap de core-stage van de Ariane 5. Het ontwerp werd echter losgelaten nadat het niet voor NASA’s Commercial Crew-programma werd geselecteerd. In het raketontwerp van de OmegA, een inmiddels geannuleerde doorontwikkeling van het Liberty-concept werd een andere upperstage met twee RL10-motoren gebruikt.